# Vexillum citrinum

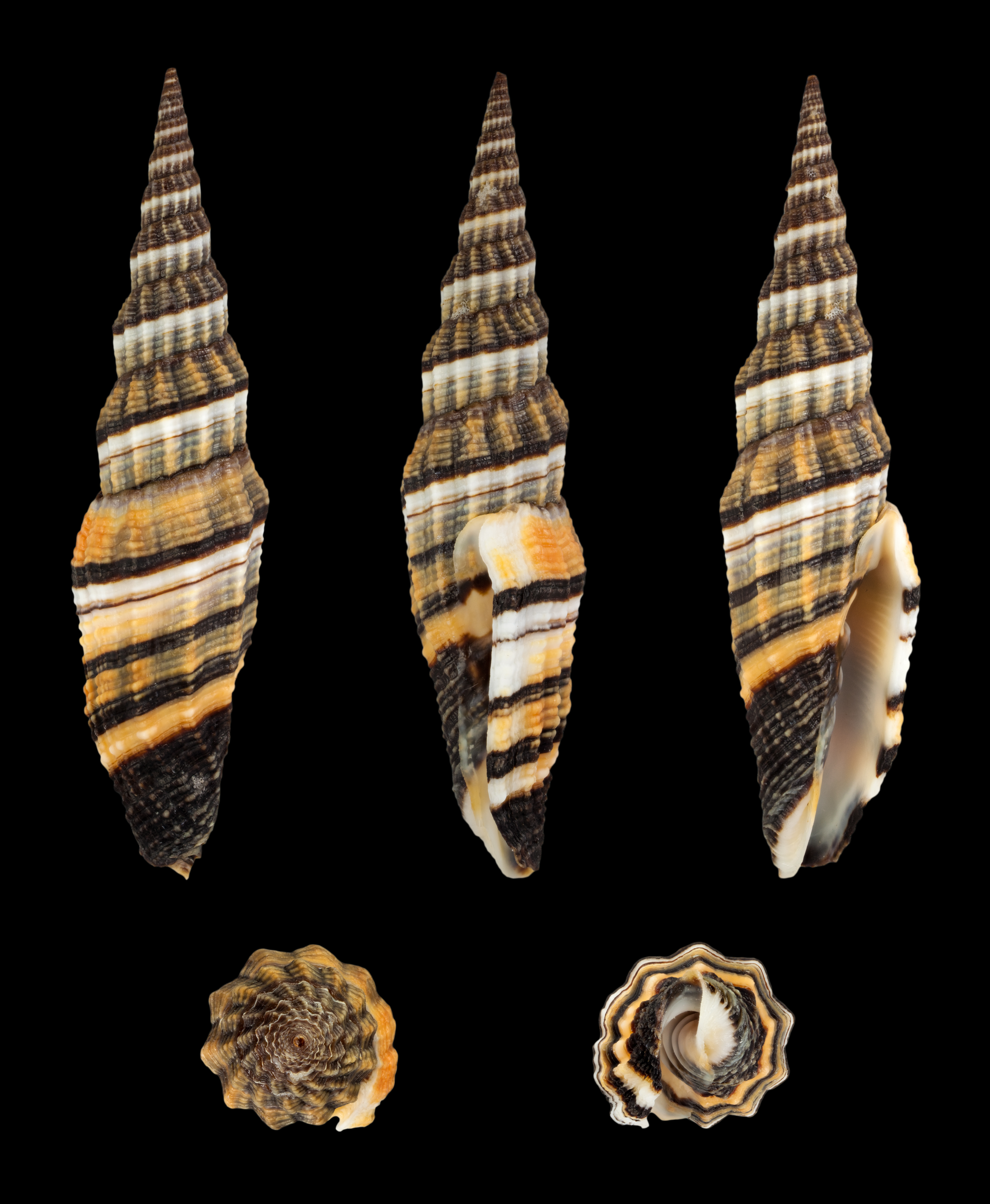
Forme brune

Espèce
Synonymes
- Mitra regina Sowerby, 1830

Vexillum citrinum est une espèce de mollusques gastéropodes marins appartenant à la famille des Costellariidae. Sa coquille fusiforme est ornée de côtes longitudinales et de stries transverses. Les spires sont alternativement rouge-orangé et blanches, bordées de noir.